# Xanthagaricus
Xanthagaricus is een geslacht van schimmels behorend tot de familie Agaricaceae. 

## Soorten
Volgens Index Fungorum bevat het geslacht 27 soorten (peildatum januari 2023):
| Soortnaam                         | Auteur(s)                                                      | Publicatiejaar |
| --------------------------------- | -------------------------------------------------------------- | -------------- |
| Xanthagaricus brunneolus          | Little Flower, Hosag. & T.K. Abraham                           | 1997           |
| Xanthagaricus caeruleus           | Iqbal Hosen, T.H. Li & Z.P. Song                               | 2017           |
| Xanthagaricus calicutensis        | (Heinem. & Little Flower) S. Hussain                           | 2018           |
| Xanthagaricus chrysosporus        | (Heinem. & Little Flower) Little Flower, Hosag. & T.K. Abraham | 1997           |
| Xanthagaricus epipastus           | (Berk. & Broome) S. Hussain                                    | 2018           |
| Xanthagaricus erinaceus           | (Heinem. & Little Flower) Little Flower, Hosag. & T.K. Abraham | 1997           |
| Xanthagaricus flavidorufus        | (Berk. & Broome) Little Flower, Hosag. & T.K. Abraham          | 1997           |
| Xanthagaricus flavosquamosus      | T.H. Li, Hosen & Z.P. Song                                     | 2017           |
| Xanthagaricus globisporus         | (Heinem. & Little Flower) Little Flower, Hosag. & T.K. Abraham | 1997           |
| Xanthagaricus gracilis            | (Heinem. & Little Flower) Little Flower, Hosag. & T.K. Abraham | 1997           |
| Xanthagaricus ianthinus           | Y. Li & F.J. Wang                                              | 2018           |
| Xanthagaricus luteolosporus       | (Heinem. & Little Flower) Little Flower, Hosag. & T.K. Abraham | 1997           |
| Xanthagaricus myriostictus        | (Berk. & Broome) Little Flower, Hosag. & T.K. Abraham          | 1997           |
| Xanthagaricus nanus               | Little Flower, Hosag. & T.K. Abraham                           | 1997           |
| Xanthagaricus necopinatus         | Hosen, T.H. Li & G.M. Gates                                    | 2017           |
| Xanthagaricus ochraceoluteus      | (D.A. Reid & Eicker) S. Hussain                                | 2018           |
| Xanthagaricus pakistanicus        | S. Hussain, Afshan & H. Ahmad                                  | 2018           |
| Xanthagaricus purpureosquamulosus | Sysouph., Thongkl. & K.D. Hyde                                 | 2021           |
| Xanthagaricus rubescens           | (Heinem. & Little Flower) Little Flower, Hosag. & T.K. Abraham | 1997           |
| Xanthagaricus rufomarginatus      | (D.A. Reid & Eicker) S. Hussain                                | 2018           |
| Xanthagaricus siamensis           | Yuan S. Liu & S. Lumyong                                       | 2020           |
| Xanthagaricus subaeruginosus      | (Berk. & Broome) S. Hussain                                    | 2018           |
| Xanthagaricus subepipastus        | (Heinem. & Little Flower) Little Flower, Hosag. & T.K. Abraham | 1997           |
| Xanthagaricus taiwanensis         | (Zhu L. Yang, Z.W. Ge & C.M. Chen) S. Hussain                  | 2018           |
| Xanthagaricus viridulus           | (Heinem. & Little Flower) Little Flower, Hosag. & T.K. Abraham | 1997           |